# Dystasia chassoti
Dystasia chassoti är en skalbaggsart som beskrevs av Stefan von Breuning 1973. Dystasia chassoti ingår i släktet Dystasia och familjen långhorningar. Inga underarter finns listade i Catalogue of Life.